# Hiiumaa
Hiiu (estisk: Hiiu maakond), eller Hiiumaa, er et af 15 Estlands 15 amter (maakond). Det ligger  i det Vestestiske Øhav i den vestlige del af landet  og består af øen Dagø, der er den næststørste ø i landet, og nogle mindre øer.  Hiiu grænser til Lääne i øst og Saare i vest. 
Verdens tredje ældste operative fyr, Kõpu fyr, ligger i Hiiu i Kõrgessaare kommune.

## Kommuner
Amtet er inddelt i  en bykommune (estisk:linnad) og fire landkommuner (estisk:vallad). 
Bykommuner
- Kärdla

Landkommuner:
- Emmaste
- Kõrgessaare
- Käina
- Pühalepa